# 岩宮
岩宮（いわみや）は、兵庫県三木市にある大字。郵便番号は673-0412。旧・美嚢郡久留美村大字長屋、美嚢郡三木町大字岩宮。

## 地理

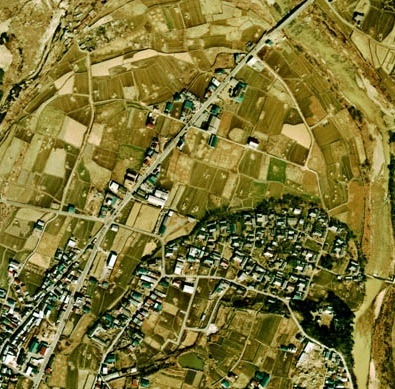
岩宮 1974年度

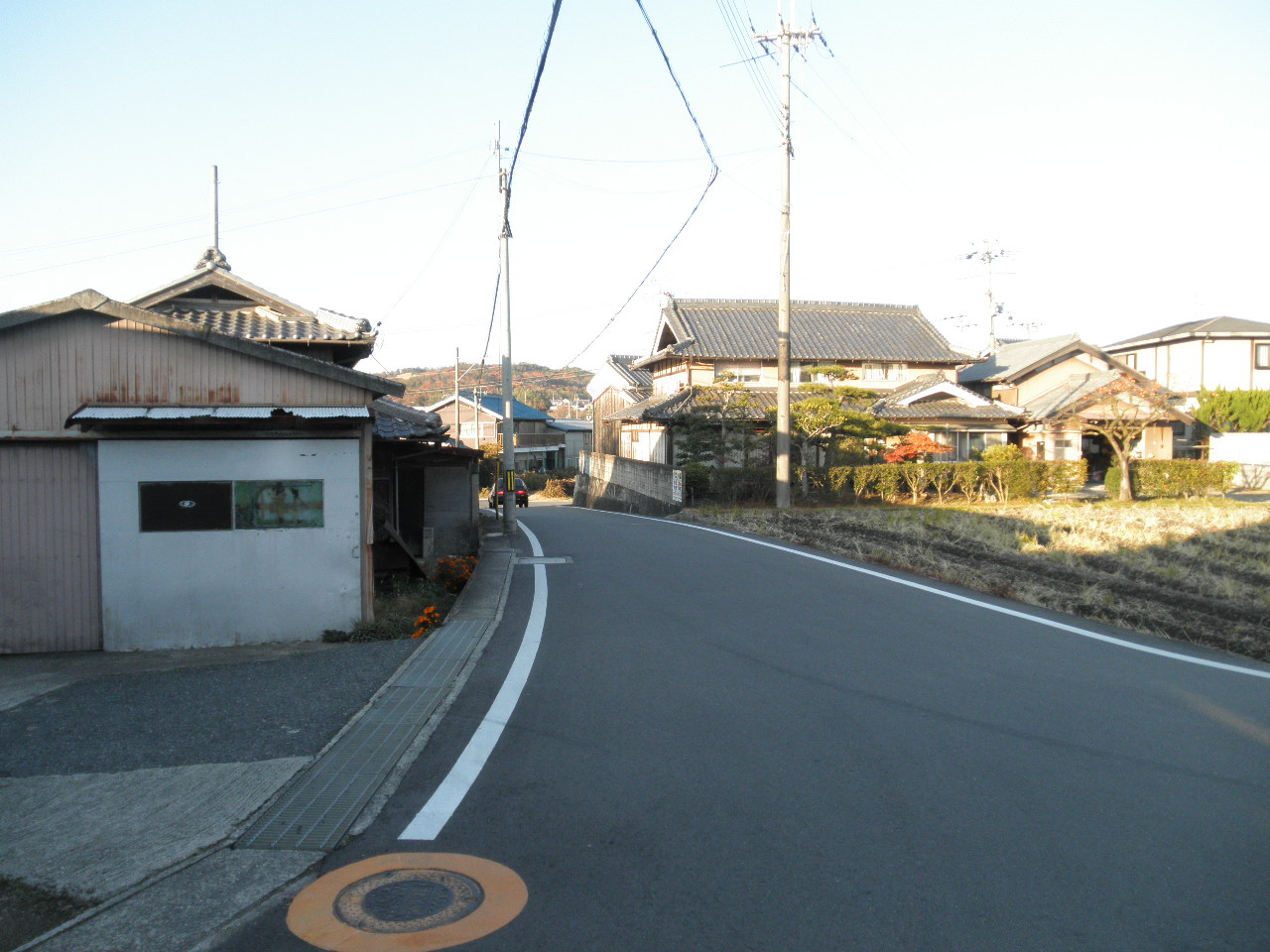
岩宮の街並み

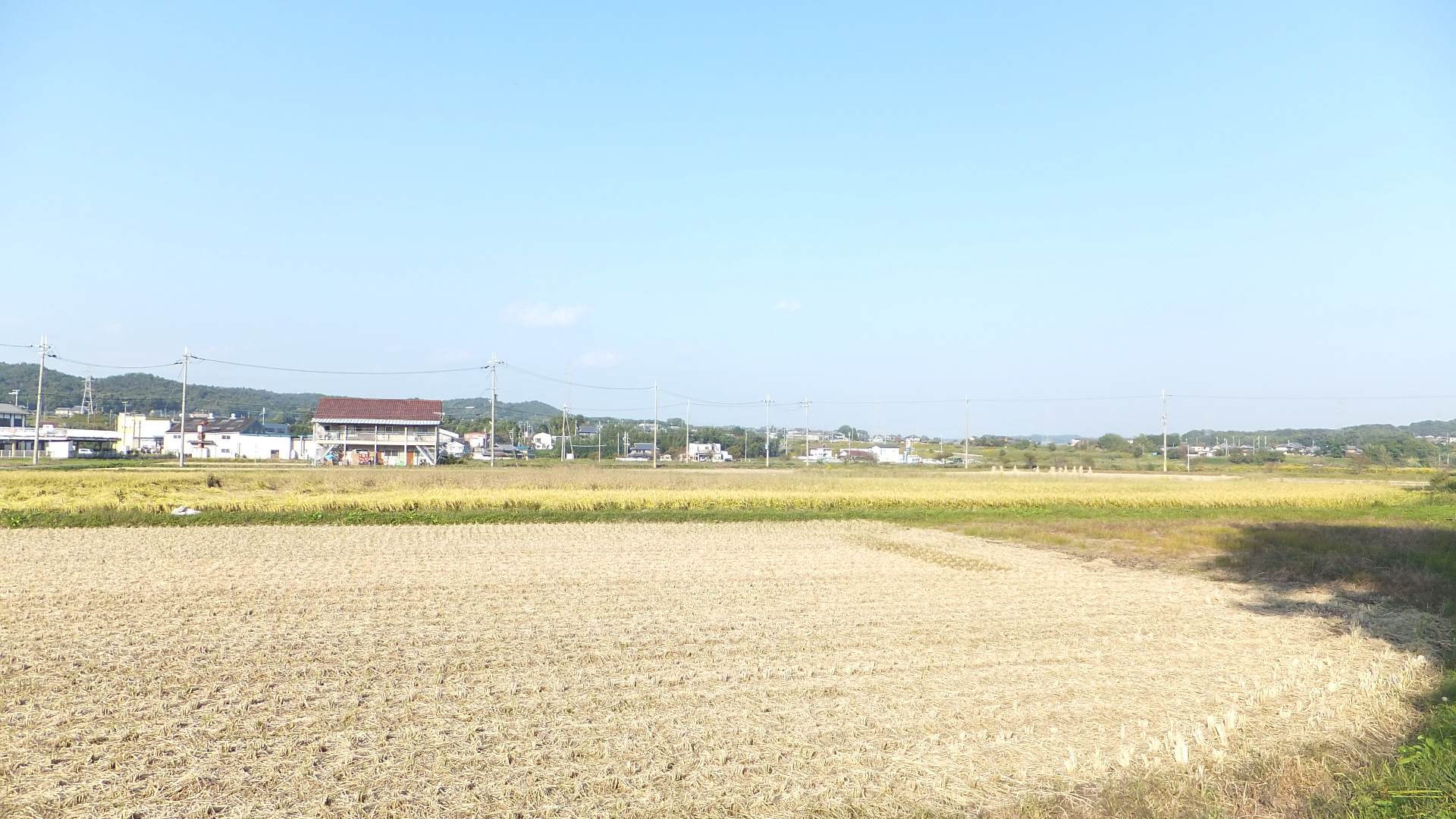
地内にある農業地帯

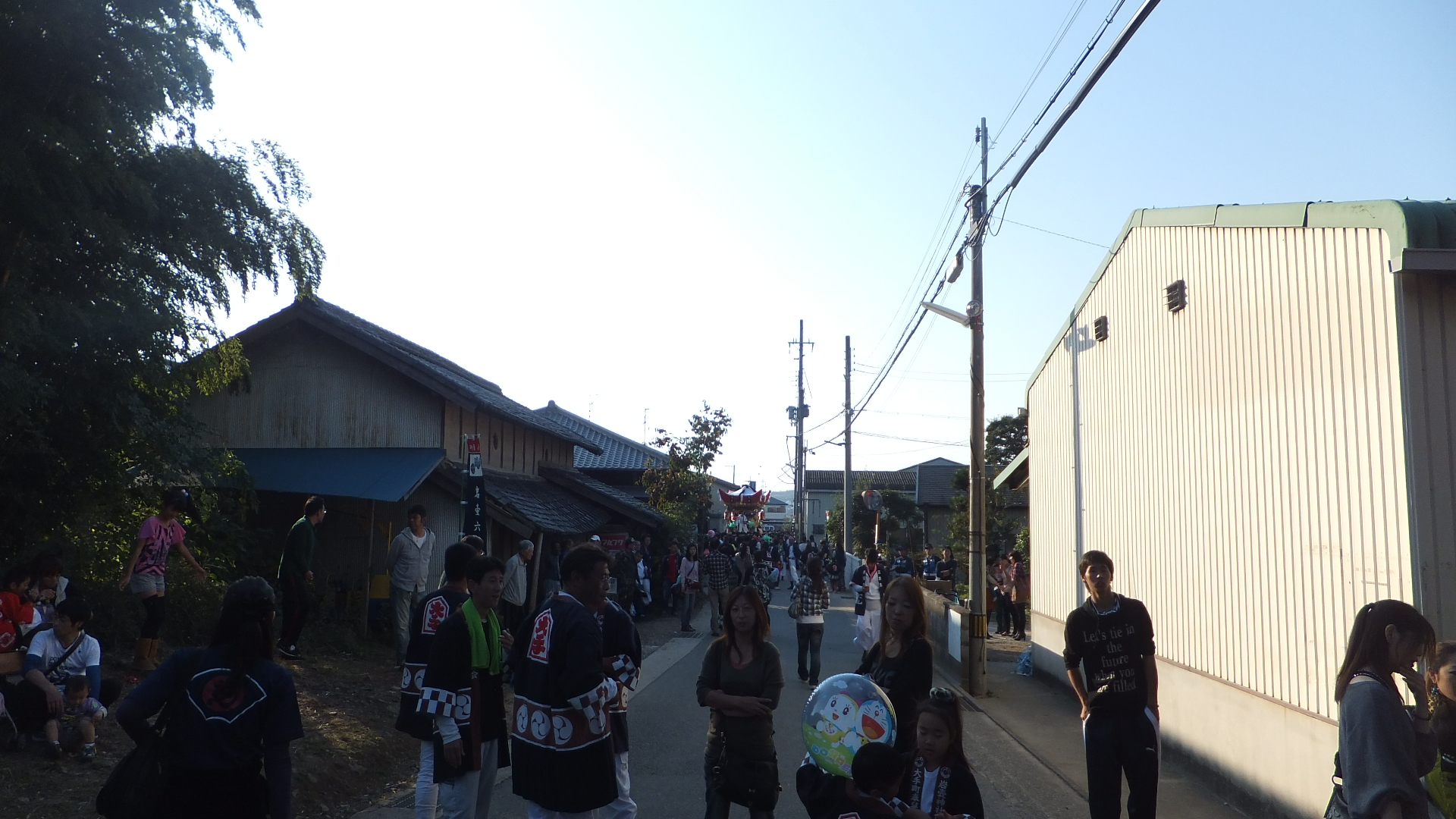
岩壺神社の祭礼

久留米地区の北側、美嚢川と志染川の合流点の西側、美嚢川中流左岸の丘陵地に位置している。三木町編入前は長屋と呼ばれていたが、下町の長屋建を連想することから、三木市新設に合わせて岩宮に改称した。現在は兵庫県道20号加古川三田線の東側に岩壺神社を中心に住宅地と農村地帯が混在している。この地内に武家屋敷が立地していたことに由来して名付けられた。東側は与呂木・西側は府内・南側は大塚・北側は久留美と接している。

## 儀礼
地内の農家では儀礼が行われており、地内にある農家が加入している。お頭は「既婚者かつ身内・親戚に不幸がない・妻が妊娠しておらずかつ産後すぐでない」という全ての条件を満たした加入者のうちから一番年齢が高い者が選ばれ、岩壺神社の北側で宮田所有の約4反の田で稲を育てる。

## 歴史

### 成立から町村制施行まで
- 1889年 - 長屋村が合併し、美嚢郡久留美村大字岩宮になる[4]。

### 町村制施行以降
- 1951年3月15日 - 三木町に編入され、三木町大字長屋になる[1][2]。
- 1954年6月1日 - 三木市を新設し、長屋を改称し、岩宮になり、三木市岩宮になる[1][2][5]。

### 字域の変遷
| 実施前                 | 実施年        | 実施後               |
| ---------------------- | ------------- | -------------------- |
| 美嚢郡久留美村大字長屋 | 1951年3月15日 | 美嚢郡三木町大字岩宮 |
| 美嚢郡三木町大字岩宮   | 1954年6月1日  | 三木市岩宮           |

## 施設

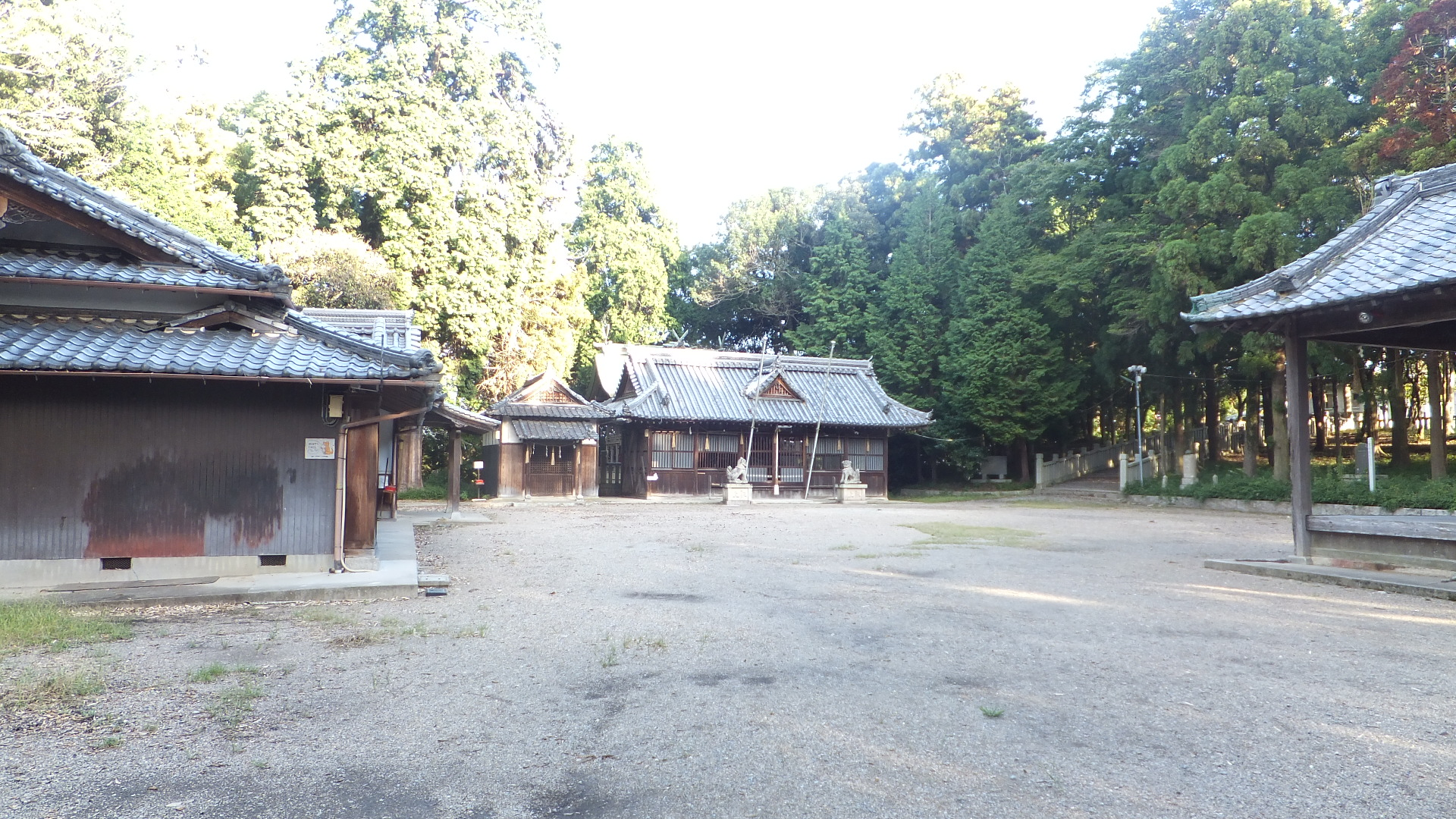
岩壺神社
- 八坂神社
- 三木市立三木幼稚園（2020年3月31日閉園）
岩宮公民館
- 三木モスク

- 岩壺神社
- 岩宮公民館

### 公園
| 場所     | 名称     | 画像 | 面積（ha） | 計画決定      | 事業認可      |
| -------- | -------- | ---- | ---------- | ------------- | ------------- |
| 小字三割 | 岩宮公園 |      | 0.14       | 1978年7月15日 | 1978年9月19日 |

## 小・中学校の学区
| 大字 | 番地 | 小学校             | 中学校             |
| ---- | ---- | ------------------ | ------------------ |
| 岩宮 | 全域 | 三木市立三木小学校 | 三木市立三木中学校 |

## 交通

### 鉄道
地内には鉄道は走っていない。

### バス
- 神姫バス
- みっきぃバス

### 道路
- 兵庫県道20号加古川三田線
  - 長久橋 - 美嚢川に架かる橋であり、対岸の久留美とつながっている[3]。

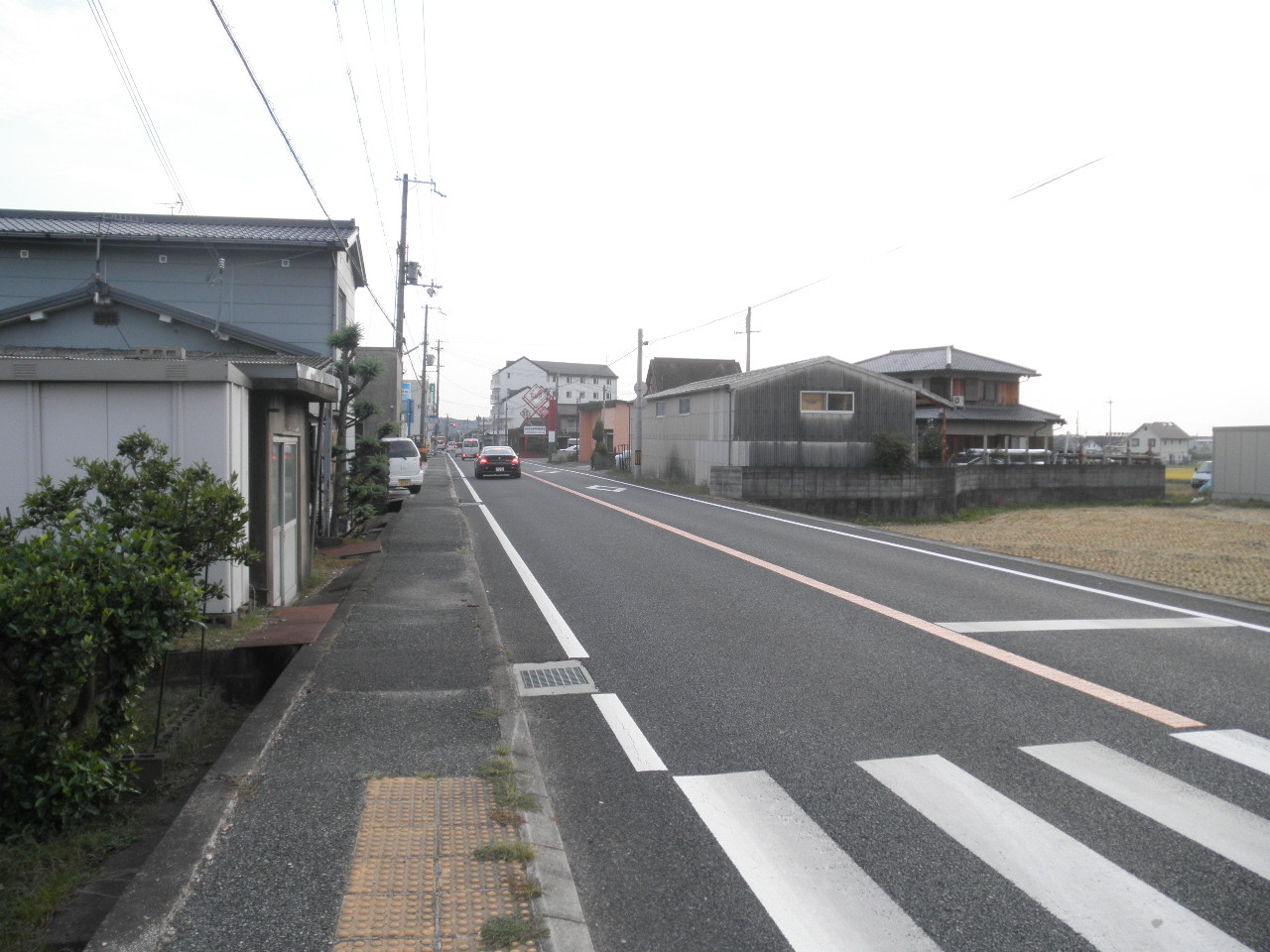
兵庫県道20号加古川三田線